# Галкин, Владимир Николаевич (борец)
Владимир Николаевич Га́лкин (род. 29 сентября 1956) — советский борец классического стиля, чемпион и призёр чемпионатов СССР, призёр чемпионата Европы, мастер спорта СССР международного класса (1974).

## Биография
Увлёкся борьбой в 1969 году. В 1976 году выполнил норматив мастера спорта СССР. Участвовал в пяти чемпионатах СССР. Тренировался у Германа Бабошина. Оставил большой спорт в 1984 году. Тренер отделения греко-римской борьбы спортивной школы «Юность» (Киров).

## Спортивные результаты
- Чемпионат СССР по классической борьбе 1978 года — ;
- Чемпионат СССР по классической борьбе 1981 года — ;
- Чемпионат СССР по классической борьбе 1982 года — ;
- Чемпионат СССР по классической борьбе 1984 года — ;